# Polisportiva Virtus Casarano 1983-1984
Questa pagina raccoglie le informazioni riguardanti la Polisportiva Virtus Casarano nelle competizioni ufficiali della stagione 1983-1984.

## Stagione
Il Casarano che non ti aspetti: con la squadra reduce dal nono posto dell'anno precedente confermata praticamente in blocco ed il nuovo allenatore Lamberto Giorgis in panchina, i Salentini costruiscono un piccolo capolavoro. Una
stagione strepitosa, in cui contendono fino al termine una inopinata e impronosticabile promozione in serie B a Taranto e Francavilla, con i cugini jonici che alla fine la spunteranno per un solo punto.

## Rosa
| N. |                   | Ruolo | Calciatore         |
| -- | ----------------- | ----- | ------------------ |
|    | Italia (bandiera) | D     | Paolo Agabitini    |
|    | Italia (bandiera) | P     | Francesco Anellino |
|    | Italia (bandiera) | D     | Raffaele Barrella  |
|    | Italia (bandiera) | D     | Bruno Caligiuri    |
|    | Italia (bandiera) | D     | Gaetano Coletta    |
|    | Italia (bandiera) | C     | Angelo Corsini     |
|    | Italia (bandiera) | D     | Silvano Fiorucci   |
|    | Italia (bandiera) | A     | Giuseppe Galli     |
|    | Italia (bandiera) | C     | Carmelo Genovasi   |

| N. |                   | Ruolo | Calciatore            |
| -- | ----------------- | ----- | --------------------- |
|    | Italia (bandiera) | P     | Leopoldo Grimaldi     |
|    | Italia (bandiera) | C     | Salvatore Merico      |
|    | Italia (bandiera) | C     | Fulvio Navone         |
|    | Italia (bandiera) | C     | Aldo Raimondi         |
|    | Italia (bandiera) | A     | Cosimo Recchia        |
|    | Italia (bandiera) | A     | Fabrizio Sansonetti   |
|    | Italia (bandiera) | D     | Alessandro Scarabelli |
|    | Italia (bandiera) | D     | Giuseppe Secchi       |
|    | Italia (bandiera) | C     | Vento Cocomello       |

## Risultati

### Campionato

#### Girone di andata
| 18 settembre 1983 1ª giornata | Virtus Casarano | 1 – 0 | Siena |  |

| 25 settembre 1983 2ª giornata | Messina | 1 – 0 | Virtus Casarano |  |

| 2 ottobre 1983 3ª giornata | Virtus Casarano | 1 – 0 | Francavilla |  |

| 9 ottobre 1983 4ª giornata | Bari | 3 – 0 | Virtus Casarano |  |

| 16 ottobre 1983 5ª giornata | Virtus Casarano | 1 – 0 | Foligno |  |

| 23 ottobre 1983 6ª giornata | Benevento | 0 – 0 | Virtus Casarano |  |

| 30 ottobre 1983 7ª giornata | Virtus Casarano | 6 – 0 | Rende |  |

| 6 novembre 1983 8ª giornata | Akragas | 1 – 1 | Virtus Casarano |  |

| 13 novembre 1983 9ª giornata | Virtus Casarano | 3 – 1 | Campania |  |

| 20 novembre 1983 10ª giornata | Ternana | 0 – 0 | Virtus Casarano |  |

| 27 novembre 1983 11ª giornata | Virtus Casarano | 1 – 0 | Barletta |  |

| 4 dicembre 1983 12ª giornata | Virtus Casarano | 1 – 1 | Foggia |  |

| 11 dicembre 1983 13ª giornata | Salernitana | 3 – 0 | Virtus Casarano |  |

| 18 dicembre 1983 14ª giornata | Virtus Casarano | 0 – 0 | Taranto |  |

| 8 gennaio 1983 15ª giornata | Cosenza | 1 – 2 | Virtus Casarano |  |

| 15 gennaio 1983 16ª giornata | Virtus Casarano | 1 – 1 | Casertana |  |

| 22 gennaio 1983 17ª giornata | Civitanovese | 0 – 1 | Virtus Casarano |  |

#### Girone di ritorno
| 29 gennaio 1984 18ª giornata | Siena | 2 – 0 | Casarano |  |

| 5 febbraio 1984 19ª giornata | Casarano | 2 – 1 | Messina |  |

| 12 febbraio 1984 20ª giornata | Francavilla | 3 – 1 | Casarano |  |

| 19 febbraio 1984 21ª giornata | Casarano | 2 – 0 | Bari |  |

| 26 febbraio 1984 22ª giornata | Foligno | 1 – 1 | Casarano |  |

| 4 marzo 1984 23ª giornata | Casarano | 2 – 0 | Benevento |  |

| 11 marzo 1984 24ª giornata | Rende | 2 – 2 | Casarano |  |

| 18 marzo 1984 25ª giornata | Casarano | 0 – 1 | Akragas |  |

| 1º aprile 1984 26ª giornata | Campania | 0 – 1 | Casarano |  |

| 8 aprile 1984 27ª giornata | Casarano | 1 – 1 | Ternana |  |

| 15 aprile 1984 28ª giornata | Barletta | 0 – 0 | Casarano |  |

| 29 aprile 1984 29ª giornata | Foggia | 0 – 0 | Casarano |  |

| 6 maggio 1984 30ª giornata | Casarano | 2 – 1 | Salernitana |  |

| 13 maggio 1984 31ª giornata | Taranto | 0 – 0 | Casarano |  |

| 20 maggio 1984 32ª giornata | Casarano | 2 – 0 | Cosenza |  |

| 27 maggio 1984 33ª giornata | Casertana | 1 – 0 | Casarano |  |

| 3 giugno 1984 34ª giornata | Casarano | 2 – 2 | Civitanovese |  |